# Канистро Инфериоре (Л'Аквила)
Канистро Инфериоре (итал. Canistro Inferiore) је насеље у Италији у округу Л'Аквила, региону Абруцо.
Према процени из 2011. у насељу је живело 726 становника. Насеље се налази на надморској висини од 556 м.